# Annum sacrum
Annum sacrum (que significa Ano Santo) é uma encíclica do Papa Leão XIII sobre a consagração do mundo inteiro ao Sagrado Coração de Jesus. Foi entregue na Basílica de São Pedro, em Roma, no dia 25 de maio de 1899, vigésimo segundo ano de seu pontificado.

## História
O Annum sacrum foi publicado em 25 de maio de 1899, em antecipação ao Ano Santo declarado em 1900 para inaugurar o século XX.
Quando a Igreja, nos dias que se seguiram imediatamente à sua instituição, foi oprimida sob o jugo dos Césares, apareceu no céu, a um jovem imperador, uma cruz, que se tornou ao mesmo tempo o feliz presságio e causa da gloriosa vitória que logo se seguiu. E agora, hoje, eis que outro símbolo bendito e celestial é oferecido à nossa vista - o Santíssimo Coração de Jesus, com uma cruz erguendo-se dele e brilhando com esplendor deslumbrante em meio às chamas do amor.  [...] há no Sagrado Coração um símbolo e uma imagem sensível do amor infinito de Jesus Cristo que nos move a amar uns aos outros... 
A consagração do gênero humano ao Sagrado Coração de Jesus foi uma resposta a inúmeras demandas dirigidas ao Papa Pio IX ao longo de 25 anos. O motivo da consagração é a necessidade de os fiéis corresponderem ao amor de Deus pela Sua criação, especialmente pelo homem. A consagração na encíclica entrou em um novo território teológico ao consagrar não-cristãos.
Seu império se estende não apenas sobre as nações católicas e aqueles que, tendo sido devidamente lavados nas águas do santo batismo, pertencem à Igreja, embora opiniões errôneas os desviem, ou a discordância de seu ensino os afaste de seus cuidados; compreende também todos os que estão privados da fé cristã, de modo que toda a humanidade está mais verdadeiramente sob o poder de Jesus Cristo.  [. . . ] Tal ato de consagração, visto que pode estabelecer ou estreitar os laços que naturalmente conectam os negócios públicos com Deus, dá aos Estados uma esperança de coisas melhores.

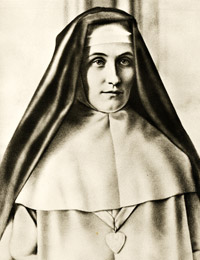
A bem-aventurada Irmã Maria do Divino Coração era uma freira da Congregação de Nossa Senhora da Caridade do Bom Pastor que pediu ao Papa Leão XIII que consagrasse o mundo inteiro ao Sagrado Coração de Jesus.

A encíclica e a consagração foram influenciadas por duas cartas escritas ao papa pela Irmã Maria do Divino Coração Droste zu Vischering, que afirmou que em visões de Jesus Cristo lhe disseram para solicitar a consagração.
A encíclica inclui a Oração de Consagração ao Sagrado Coração composta por Leão XIII.

## Influência
De acordo com Russell Hittinger, mais encíclicas subsequentes foram escritas referenciando o Annum sacrum do que a mais conhecida Rerum novarum.
Leão XIII une a realeza de Cristo com devoção ao Sagrado Coração. "Pois Aquele que é o Filho Unigênito de Deus Pai, tendo a mesma substância com Ele e sendo o brilho de Sua glória e a figura de Sua substância (Hebreus 1, 3) necessariamente tem tudo em comum com o Pai, e, portanto, poder soberano sobre todas as coisas."  Além deste direito natural de soberania, ele também adquiriu o direito por seu sofrimento e morte universalmente redentores.
Começando com a encíclica, os papas começam a falar mais sobre os poderes governantes de Cristo.

## Princípios
- Toda a raça humana está verdadeiramente sob o poder de Jesus Cristo. (# 3)